# Simianus bicolor
Simianus bicolor is een keversoort uit de familie Callirhipidae. De wetenschappelijke naam van de soort is voor het eerst geldig gepubliceerd in 1853 door Blanchard.